# Трансгендерні люди у спорті
Участь трансгендерних та транссексуальних осіб у змагальних видах спорту є суперечливим питанням, особливо для тих спортсменів, які пройшли чоловіче статеве дозрівання, можуть мати значний успіх у жіночому спорті або можуть представляти підвищений ризик травмування для жінок-конкуренток.
Несприйняття транс-жінок, які змагаються у жіночому спорті, як правило, фокусується на фізіологічних атрибутах, таких як зріст і вага, або показниках ефективності, таких як швидкість і сила, — і чи може стійке придушення тестостерону зменшити будь-які природні переваги характеристик чоловічого організму в даному жіночому спорті. У деяких видах спорту чоловіки-підлітки часто можуть відповідати виступам найкращих жінок-професіоналів.
Правила вимагають, щоб транс-спортсмени змагалися проти спортсменів тієї самої статі при народженні та вимагають перевірки статі. Прихильники таких правил вважають їх необхідними для забезпечення добросовісної конкуренції, тоді як опоненти вважають їх дискримінаційними.

## Історія трансгендерних спортсменів у змаганнях
Історично спорт сприймався як чоловіча сфера. Поступово в публічну сферу увійшов жіночий спорт, а в подальшому був кинутий виклик поступовому прийняттю гей-спортсменів. Третій відхід від традиції відбувся з появою транс-спортсменів, багато з яких оскаржують прийняті в культурі бінарні гендерні норми чоловічої та жіночої статі.

### Рене Річардс
Однією з перших відомих спортсменок-трансгендерок була тенісистка Рене Річардс. Вже багатообіцяючий тенісист Річардс пройшов процедуру зміни статі в 1975 році, а через рік почав грати в жіночих турнірах. Її персона, висвітлена у медіа, викликала протести. Після того, як вона прийняла запрошення на розминочний турнір до Відкритого чемпіонату США, Жіноча тенісна асоціація (WTA) та Американська тенісна асоціація (USTA) відкликали свою підтримку, і 25 з 32 жінок вийшли.
USTA та WTA представили тест тіла Барра, який визначає статеві хромосоми людини. Річардс відмовився проходити тест, тож, їй відмовили в участі у відкритому чемпіонаті США. У 1977 році вона подала позов, стверджуючи, що її громадянські права були порушені. Верховний суд Нью-Йорка вирішив справу на її користь. Суддя погодився, що тест Барра, як єдиний визначальний фактор статі, був «вкрай несправедливим» і постановив, що Річардс законно є жінкою. Вона брала участь у Відкритому чемпіонаті США 1977 року у віці 43 років, програла в першому турі та пішла на пенсію через чотири роки. Тоді рішення у справі Річардса не призвело до значних змін поза тенісом.

### Олімпіада
У 2003 році комітет, скликаний Медичною комісією Міжнародного олімпійського комітету (МОК), розробив нові настанови щодо участі спортсменів, які зазнали зміни статі. У звіті було зазначено три умови участі. По-перше, спортсмени повинні пройти операцію зі зміни статі. По-друге, спортсмени повинні юридично змінити свою стать. По-третє, спортсмени повинні пройти гормональну терапію, рекомендованим часом є два роки.
Лише в 2004 році МОК дозволив трансгендерним спортсменам брати участь в Олімпійських іграх.
У 2015 році МОК змінив керівні принципи, визнаючи, що юридичне визнання статі може бути важким у країнах, де зміна статі не є законною, і що необхідність хірургічного втручання у здорових людей «може бути несумісною з законодавством, що розробляється, і поняттями прав людини». Нові настанови вимагають лише того, щоб спортсменки-транссексуали заявляли про свою стать і не змінювали це твердження протягом чотирьох років, а також демонстрували рівень тестостерону менше 10 наномолей на літр принаймні за один рік до змагань та протягом усього періоду участі. Спортсменам, які перейшли з жіночої статі на чоловічу, було дозволено змагатися без обмежень. Ці вказівки діяли для Олімпійських ігор 2016 року в Ріо, хоча жоден з відкритих трансгендерних спортсменів не змагався.
У 2021 Лорел Габбард стала першою в історії Олімпійських ігор трансгендерною жінкою, яка брала участь у турнірі.

## Визначні транс-спортсмени
| - Kye Allums, basketball - Schuyler Bailar, swimming - Mack Beggs, wrestling - Harrison Browne, ice hockey - Balian Buschbaum, pole vault - Willy De Bruijn, cycling - Keelin Godsey, hammer throw - Зденек Кубек, track - Andreas Krieger, shot put - Patricio Manuel, boxing - Chris Mosier, triathlon, duathlon - Cory Oskam, ice hockey | - Tifanny Abreu, volleyball - Alessia Almeri, volleyball - Mianne Bagger, golf - Savannah Burton - Нонг Тум, Thai boxing - JayCee Cooper, Powerlifting, Roller Derby - Roberta Cowell, motor sports - Yanelle Del Mar Zape, Track and Field - Athena Del Rosario, football(soccer) and beach handball - Michelle Duff - Michelle Dumaresq - Fallon Fox, mixed martial arts - Natalie van Gogh, cycling - Лорел Габбард, weightlifting - Veronica Ivy, cycling - Lauren Jeska, fell running - Janae Kroc - Caroline Layt, Rugby League, Rugby Union and Track and Field - Bobbi Lancaster, golf - Samantha 'Sammy' Walker, Football (Soccer) - Kellie Maloney - Kirsti Miller, Modern Pentathlon, Aquathon and AFL - Terri Miller, track and field (high school) - Cate McGregor, cricket - Hannah Mouncey, handball and Australian football - Laura Nagtegaal, disc golf - Renée Richards, tennis - Jaiyah Saelua - Britney Stinson, American football, baseball - CeCe Telfer, track and field - Андрая Єавуд, track and field (high school) - Charlie Christina Martin, motor sports |  |

## Законодавча база
Законодавчі та нормативні документи політики щодо трансгендерних спортсменів у змаганнях:
- NCAA Включення трансгендерних студентів-спортсменів
- Включаючи спортсменів-трансгендерів у сегрегованому спорті
- Трансгендерні спортсмени-спортсмени та сегрегований спорт: Розробка політики інклюзії для міжшкільної та міжшкільної атлетики
- Гормональна перевірка: Критика олімпійських правил щодогендеру та статі